# Colagne
La Colagne est une rivière française du Massif central qui coule dans le département de la Lozère. C'est un affluent du Lot en rive droite, donc un sous-affluent de la Garonne par le Lot.

## Géographie

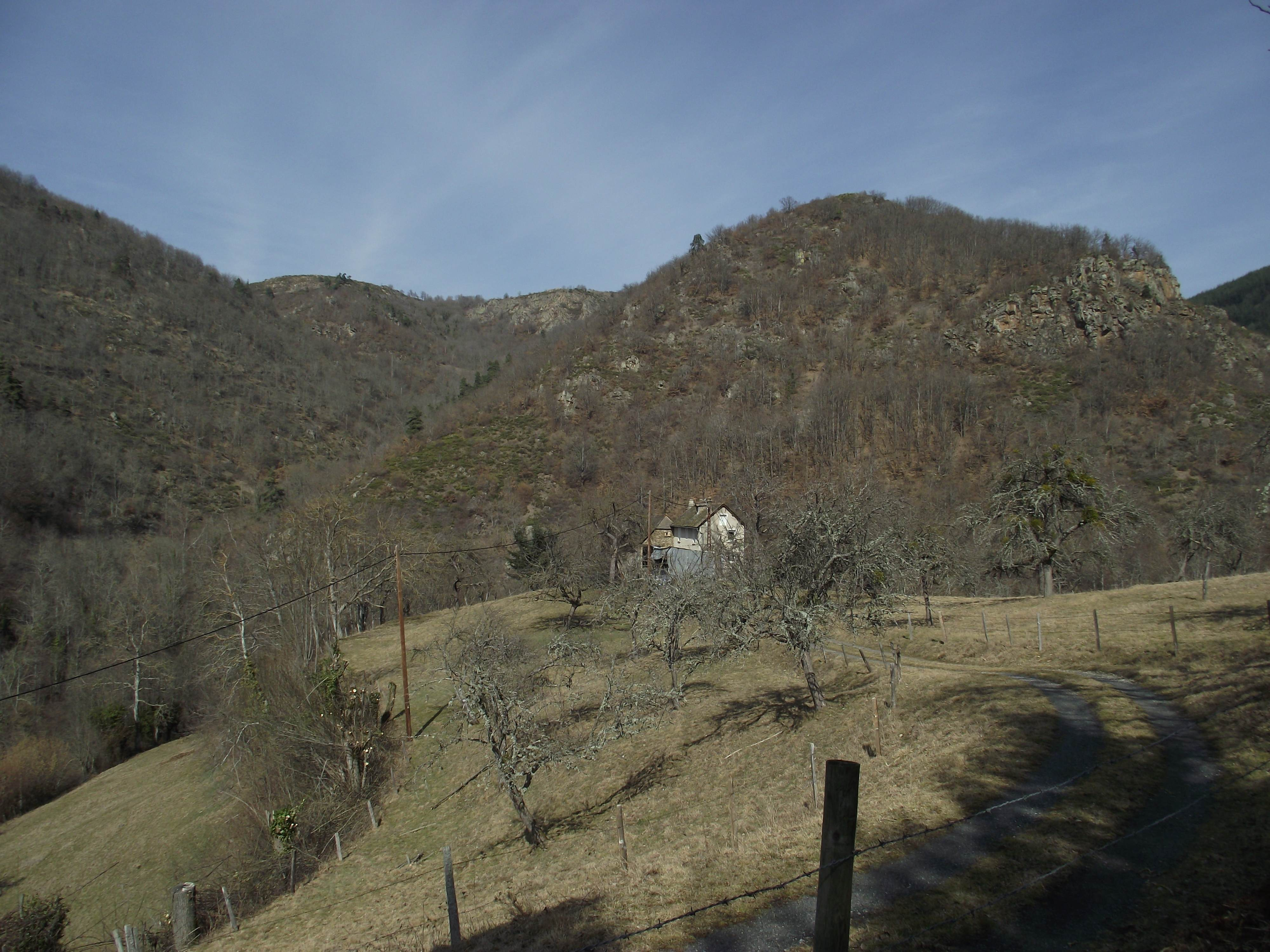
Vallée encaissée de la Colagne à Saint-Léger-de-Peyre.

La Colagne naît vers 1 426 m d'altitude sur le plateau du Palais du Roi en Lozère, commune d'Arzenc-de-Randon. La longueur de son cours est de 58,4 km. Peu encaissée dans sa partie supérieure, la vallée de la Colagne s'approfondit à partir de Recoules-de-Fumas jusqu'à former une vallée très encaissée profonde de 300 m au niveau de Saint-Léger-de-Peyre. Dans ce village, la Colagne reçoit en rive droite la Crueize, au débouché de la vallée de l'Enfer. Ces deux vallées sont creusées dans des gneiss leptynitiques.
La rivière traverse ensuite Marvejols du nord au sud, où elle reçoit en rive gauche son plus long affluent, le Coulagnet, et finit par rejoindre le Lot en rive droite, en aval de l'ancienne commune du Monastier-Pin-Moriès (lieu-dit « les Ajustons »).

### Principales communes traversées
- Département de la Lozère : Arzenc-de-Randon, Rieutort-de-Randon, Ribennes, Lachamp, Marvejols, Saint-Léger-de-Peyre, Bourgs sur Colagne.

## Principaux affluents
- La Tartaronne : 9,9 km
- La Jourdane : 10,0 km
- Ruisseau de Merdaric : 10,5 km
- La Crueize : 18,6 km
- Le Coulagnet : 24,6 km
- Le Piou : 16,1 km
- Le Rioulong : 12,4 km et son affluent la Biourière : 18,1 km

## Hydrologie

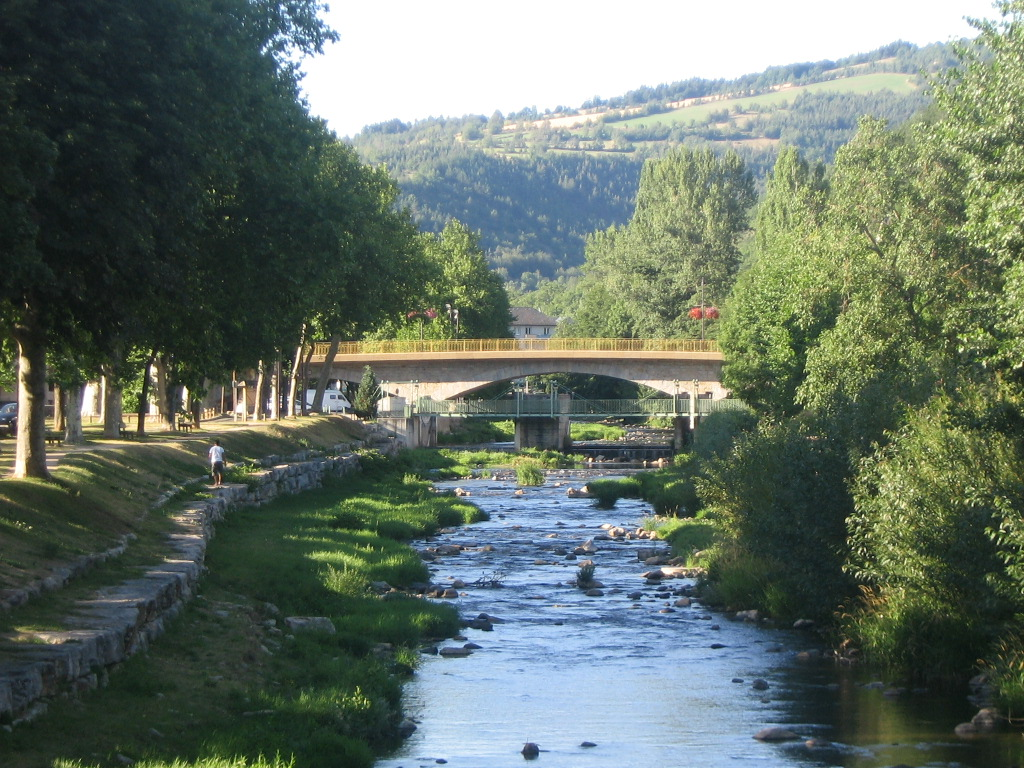
La Colagne à Marvejols un peu en aval du pont de Peyre.

La Colagne contribue à l'alimentation du lac de Charpal, utilisé pour l'alimentation en eau de la ville de Mende. Plus en aval, la Colagne alimente également le lac de Ganivet
La Colagne est une rivière assez abondante, mais son débit a été quelque peu artificialisé et amputé du fait de la déviation d'une partie de ses eaux vers d'autres bassins.

### La Colagne au Monastier-Pin-Moriès
Son débit a été observé sur une période de 38 ans (1971-2008), au Monastier-Pin-Moriès, localité située à proximité immédiate de son confluent avec le Lot. La surface prise en compte est de 456 km2 soit la quasi-totalité du bassin versant de la rivière.
Le module observé au Monastier-Pin-Moriès est de 5,08 m3/s.
La Colagne présente des fluctuations saisonnières de débit importantes. Les hautes eaux se déroulent de la fin de l'automne jusqu'au printemps, et amènent le débit mensuel moyen à un niveau situé entre 5,83 et 7,798 m3/s, de novembre à mai inclus. Durant cette longue période, on constate deux maxima : le premier en décembre-février, le second moins important en avril). Dès le mois de mai le débit diminue rapidement pour aboutir à la période des basses eaux qui se déroule de juillet à début octobre. Celle-ci s'accompagne d'une baisse du débit moyen mensuel jusqu'à 1,15 m3/s au mois d'août, ce qui reste assez confortable par rapport au module de base. Mais les fluctuations de débit peuvent être plus importantes selon les années et sur des périodes plus courtes.

### Étiage ou basses-eaux
À l'étiage le VCN3 peut chuter jusque 0,250 m3/s, en cas de période quinquennale sèche, soit 250 litres par seconde, ce qui peut être qualifié de moyennement sévère.

### Crues
Les crues peuvent être fort importantes, du moins pour une rivière de cette taille. Les QIX 2 et QIX 5 valent respectivement 89 et 150 m3/s. Le QIX 10 est de 190 m3/s, le QIX 20 de 230 m3/s, tandis que le QIX 50 se monte à pas moins de 280 m3/s.
Le débit instantané maximal enregistré au Monastier-Pin-Moriès durant cette période, a été de 462 m3/s le 5 novembre 1994, tandis que le débit journalier maximal enregistré était de 285 m3/s le même jour. En comparant la première de ces valeurs à l'échelle des QIX de la rivière, il apparaît que cette crue était de très loin supérieure au niveau de crue défini par le QIX 50, et donc tout à fait exceptionnelle (peut-être millénaire).

### Lame d'eau et débit spécifique
La Colagne est une rivière assez abondante, malgré les prélèvements qu'elle subit. La lame d'eau écoulée dans son bassin versant est de 352 millimètres par an, ce qui est supérieur à la moyenne d'ensemble de la France tous bassins confondus (320 millimètres par an), mais inférieur à la moyenne du bassin du Lot (446 millimètres par an). Le débit spécifique (ou Qsp) de la rivière atteint 11,1 litres par seconde et par kilomètre carré de bassin.